# Thespis (ópera)

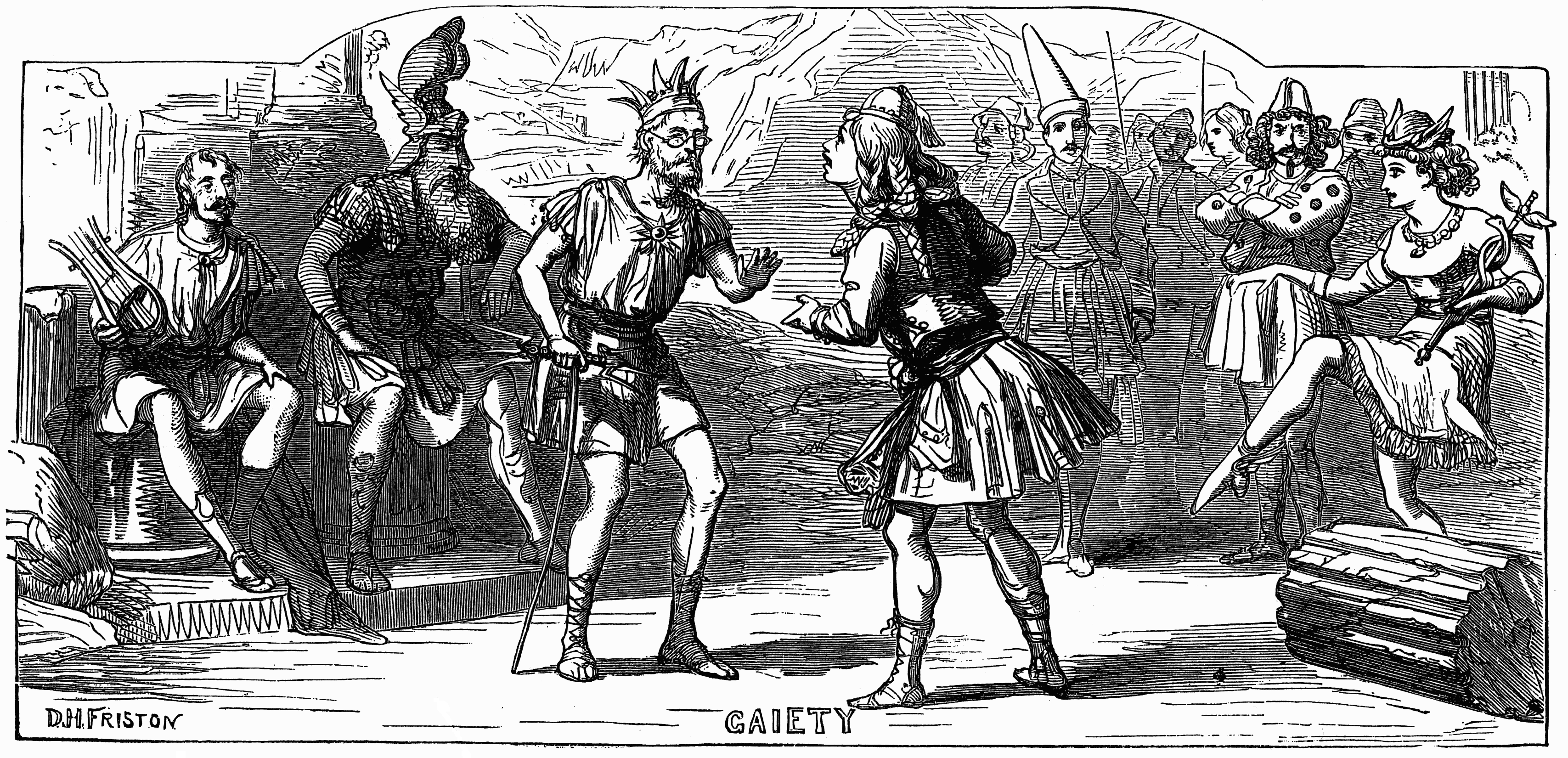
Ilustración de Thespis por DH Friston de The Illustrated London News, 1872, muestra Apolo, Marte, Júpiter, Tespis y Mercurio (derecha)

Thespis, o los dioses envejecidos es una ópera compuesta por Arthur Sullivan, con libreto de W. S. Gilbert. A pesar de su éxito, la partitura nunca fue publicada y la mayor parte de su contenido se perdió. A partir de esta obra, Gilbert y Sullivan siguieron colaborando en una serie de óperas cómicas como H.M.S. Pinafore, The Pirates of Penzance y El Mikado, que tuvieron gran éxito durante la época victoriana.
Thespis se estrenó en el teatro Gaiety de Londres el 26 de diciembre de 1871. Como muchas producciones en ese teatro, fue escrita en un estilo burlesque, muy popular durante la época. La ópera fue un éxito como entretenimiento navideño y dejó la cartelera el 8 de marzo de 1872 después de 63 funciones. Fue anunciada como «una ópera grotesca en dos actos, completamente original».
La trama de la obra gira en torno a una compañía de actores encabezada por Tespis, el legendario padre griego del drama, que por un tiempo intercambiaba sus papeles con los dioses en el Monte Olimpo, que se han vuelto ancianos e ignorados. Los actores resultan ser gobernantes cómicamente ineptos. Los dioses, observando el caos generado, entran en cólera y envían a los actores de regreso a la Tierra como «eminentes trágicos a quienes nadie va a ver nunca».
Normalmente, no se esperaba que las obras de temporada como Thespis perduraran, más allá de una actuación benéfica, después de la puesta en escena original. Thespis no se volvió a interpretar durante la vida de sus creadores. Un renovado interés en la pieza se despertó en la década de 1950 y, desde entonces, se han realizado numerosas producciones, ya sea con música tomada de otras obras de Sullivan o con música original.

## Sinopsis

### Acto I

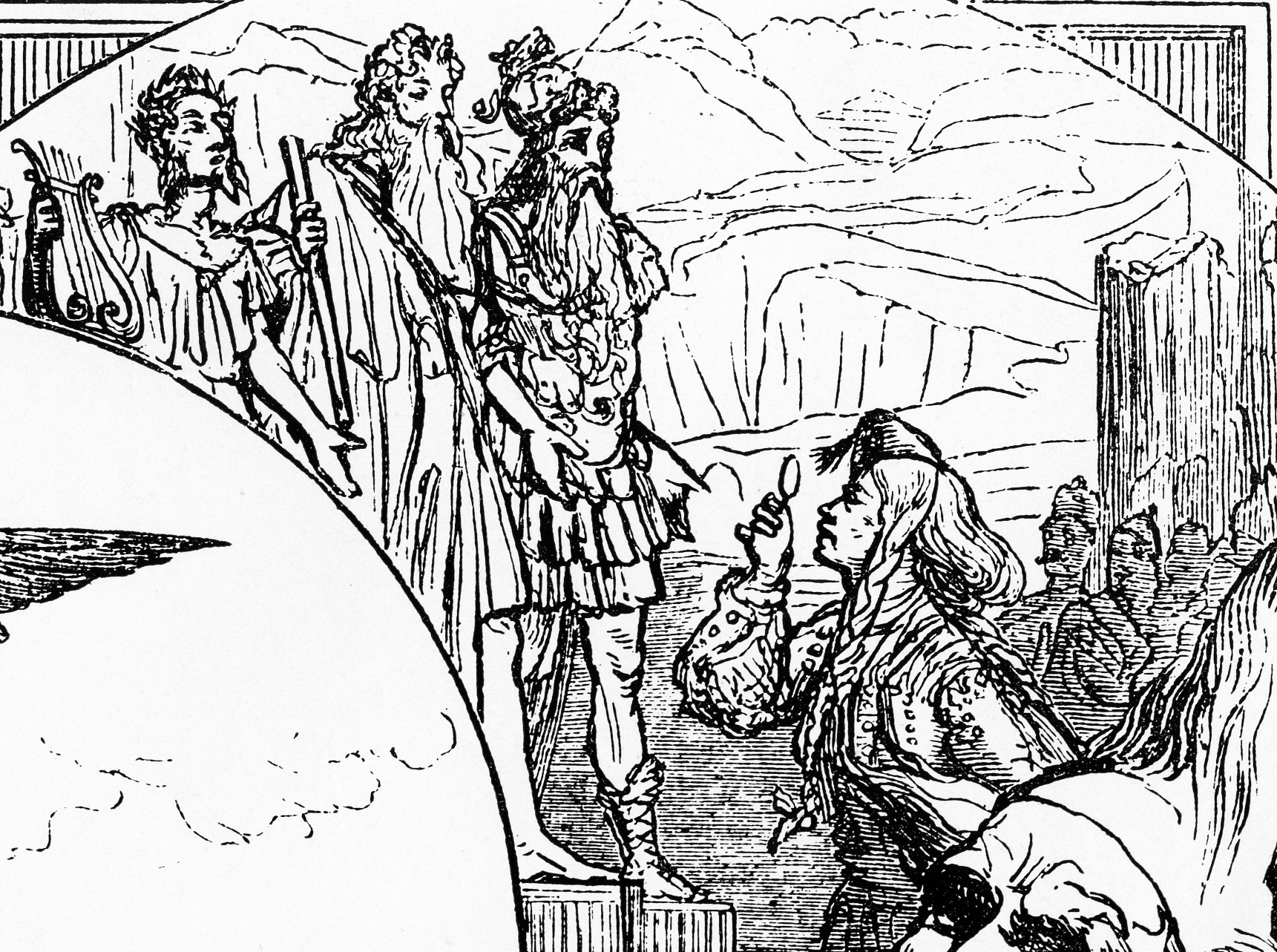
Thespis se encuentra con los dioses: detalle de un grabado más grande.

Escena: Un templo en ruinas en la cima del monte Olimpo.
En el Monte Olimpo, las deidades se quejan de sentirse viejas y lamentan su menguante influencia en la Tierra. Mercurio se queja de que los dioses mayores son perezosos y delegan todo en él, mientras que él no recibe crédito por su trabajo. Júpiter decide actuar ante la crisis, pero no está seguro de qué se puede hacer al respecto. En ese momento, los dioses ven un enjambre de mortales que ascienden a la montaña y se retiran para observarlos desde la distancia.
La compañía de actores de Tespis celebra con una comida el matrimonio de dos de sus miembros, Sparkeion y Nicemis. Sparkeion coquetea con su ex prometida, Daphne, lo que molesta a Nicemis. En represalia, Nicemis coquetea con su antiguo pretendiente, Tespis, pero él no le corresponde. Tespis le explica a su compañía que un gerente exitoso debe mantenerse alejado de quienes dirige o perderá su autoridad.
Entran Júpiter, Marte y Apolo y los actores huyen aterrorizados, excepto Tespis. Júpiter le pregunta a Tespis si está impresionado con el padre de los dioses. Tespis responde que los dioses no son impresionantes y sugiere que bajen a la tierra disfrazados para «mezclarse» y juzgar por sí mismos lo que la gente piensa de ellos. Acuerdan investir a los actores con sus poderes, mientras se toman unas felices vacaciones en la Tierra. Tespis accede a mantener las cosas en orden en el Monte Olimpo durante la ausencia de los dioses. Cada actor toma el lugar de uno de los dioses, con el propio Tespis reemplazando a Júpiter. Mercurio se queda atrás para ofrecer cualquier consejo que los actores puedan necesitar.

### Acto II

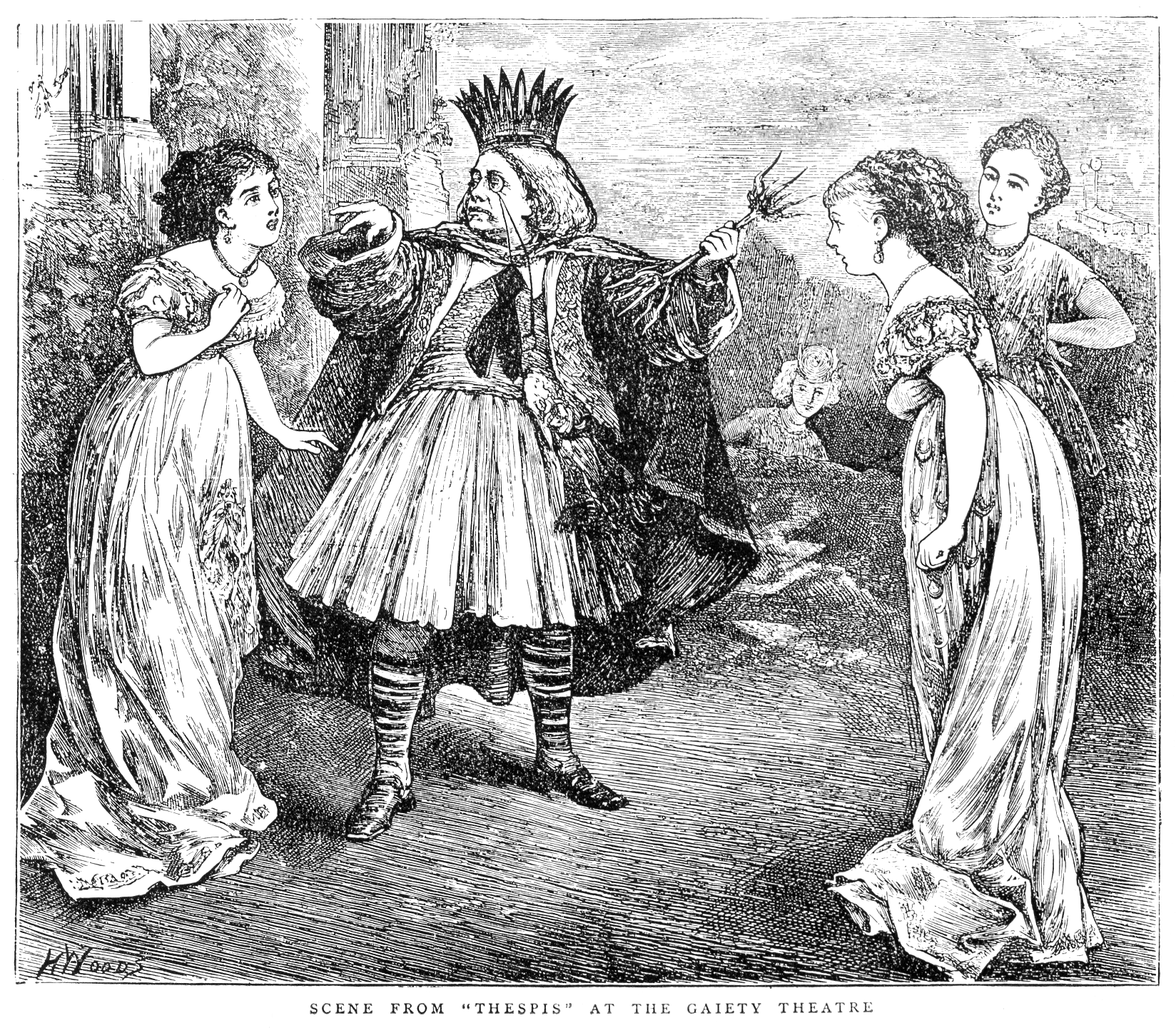
Tespis decide si Sparkeion está casado con la mujer que se adapta a su papel mitológico o con la que realmente se casó.

La misma escena, un año después, con las ruinas restauradas
Bajo la dirección de Tespis, el Olimpo ha sido restaurado a su antiguo esplendor, y los Tespianos disfrutan de la ambrosía y el néctar. El gobierno de Tespis es liberal y ha aconsejado a su compañía que no «se vea obstaculizada por la rutina, la burocracia y los precedentes». Las asignaciones celestiales, sin embargo, han causado algunas dificultades, ya que los enredos románticos de los actores en la vida real entran en conflicto con los de los dioses que están interpretando. Se supone que Venus, interpretada por Pretteia, está casada con Marte, pero el actor que interpreta a Marte es su padre. Se descubre una posible solución en que Venus se haya casado con Vulcano, pero Vulcano es su abuelo. Sparkeion, quien asumió el papel de Apolo, acompaña a su esposa, Nicemis, que interpreta a Diana, en sus deberes nocturnos, para que el sol salga durante la noche.
Mercurio informa a Tespis que los dioses sustitutos han recibido muchas quejas de los mortales, porque algunos no están realizando sus funciones, y los experimentos de otros han causado estragos en la Tierra. Timidon, el reemplazo de Marte, es un pacifista y un cobarde; el sustituto de Himeneo se niega a casarse con nadie y el sucedáneo de Plutón es demasiado tierno para dejar morir a nadie. Daphne, que interpreta a la musa Calliope, busca a Tespis y afirma, basándose en una edición honrada de los mitos griegos, que Calliope estaba casada con Apolo. Ella señala que Apolo, interpretado por Sparkeion, es el hermano de Diana (interpretada por la esposa de Sparkeion, Nicemis). Thespis decide que Sparkeion está casado con Daphne mientras son dioses, pero su matrimonio con Nicemis se reanudará cuando sean mortales una vez más.
Cuando los dioses regresan, enfurecidos, le dicen a Tespis que ha «trastornado todo el esquema de la sociedad». Tespis dice que deben calmarse, ya que está a punto de leerse la lista de quejas de los mortales. Los dioses miran de incógnito mientras Mercurio presenta las quejas: Los actores han arruinado el clima y causado contiendas entre naciones. Después de escuchar estos agravios, los dioses se despojan de sus disfraces. Los actores suplican quedarse en el Olimpo, pero Júpiter los castiga por su locura enviándolos de regreso a la Tierra, maldiciéndolos como «eminentes trágicos, a quienes nadie va a ver nunca».

## Roles y elenco original

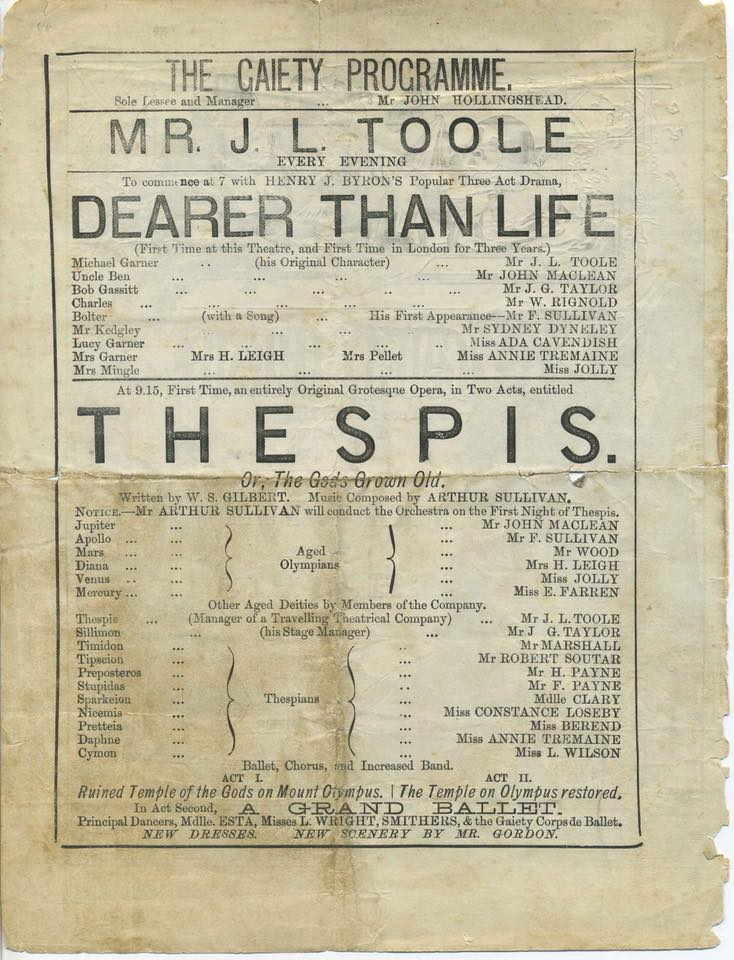
Programa de mano del estreno de Thespis en el teatro Savoy

Dioses
Júpiter, deidad envejecida - John Maclean
Apolo, deidad envejecida - Fred Sullivan
Marte, deidad envejecida - Frank Wood
Diana, deidad envejecida - Mrs. Henry Leigh
Venus, deidad envejecida - (Miss Jolly)
Mercurio - Ellen «Nellie» Farren
Tespianos
Tespis, gerente de una compañía teatral itinerante - JL Toole
Sillimon, su director de escena - JG Taylor
Timidon - Sr. Marshall
Tipseion - Robert Soutar (esposo de Nellie Farren)
Preposteros - Harry Payne
Stupidas - Fred Payne
Sparkeion - Mlle. Clary (nombre real: Jeanne-Marie-Madeleine-Poirel)
Nicemis - Constance Loseby
Pretteia - Rose Berend
Daphne - Annie Tremaine
Cymon - Señorita L. Wilson
Bailarines principales: Señoritas Lizzie Wright y Smithers
Coro de deidades y actores envejecidos; Gaiety Corps de Ballet
La primera actuación fue dirigida por Arthur Sullivan. Las actuaciones posteriores fueron realizadas por Meyer Lutz, el director musical del teatro. Además de interpretar a Tipseion, el director de escena del teatro, Robert Soutar, dirigió la obra. El maestro de ballet era WH Payne

## Antecedentes

### Génesis

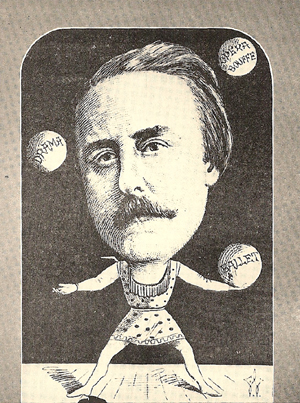
John Hollingshead tenía muchas pelotas en el aire: este grabado lo muestra haciendo malabares con el ballet, la ópera bouffe y el drama.

El empresario y autor John Hollingshead, arrendatario del Gaiety Theatre de Londres desde 1868, había producido allí varios burlescos y operetas musicales de éxito. De hecho, Hollingshead «se jactó de mantener encendida "la lámpara sagrada del burlesque"» Gilbert y Sullivan conocían bien al Gaiety y sus artistas de la casa. Robert the Devil de Gilbert (una burlesca de la ópera Robert le Diable) había estado en el programa en la noche de apertura del teatro el 21 de diciembre de 1868, con Nellie Farren en el papel principal, y actuó con éxito durante más de 100 noches. Constance Loseby y Annie Tremaine (quienes tuvieron papeles en Thespis) también estaban en el elenco de Robert, y Arthur Sullivan estaba en la audiencia en esa noche inaugural como uno de los invitados de Hollingshead. Fue un gran éxito, «recibido con una tormenta de aprobación». Con menos éxito, Gilbert también había escrito una obra de teatro en 1869 llamada An Old Score. Hollingshead diría más tarde que la pieza era «demasiado fiel a la naturaleza». A finales de septiembre o principios de octubre de 1871, los programas Gaiety anunciaron que «WS Gilbert escribirá The Christmas Operatic Extravaganza, con música original de Arthur Sullivan». Habría papeles destacados para el popular comediante JL Toole, así como para Farren, el «chico principal» estrella del teatro en todos sus burlescos.
No se sabe cómo y cuándo llegó la pareja a colaborar en Thespis. Gilbert fue una elección lógica para la tarea. Con siete óperas y obras de teatro que se estrenaron ese año y más de una docena de burlescos, farsas y extravagancias en su haber, era bien conocido por los espectadores de Londres como dramaturgo cómico. Sullivan, sin embargo, en este punto era conocido principalmente por su música seria. Su música completa ese año incluyó la cantata coral On Shore and Sea, un conjunto de música incidental para El mercader de Venecia de Shakespeare, y numerosos himnos, incluido «Onward, Christian Soldiers». Tenía dos óperas cómicas en su haber, Cox y Box (1866) y El contrabandista (1867), pero esta última había pasado cuatro años y no había tenido éxito. En septiembre de 1871, Sullivan había sido contratado para dirigir en la Royal National Opera, pero fracasó abruptamente, dejándolo inesperadamente sin compromisos. La oferta de Hollingshead de un papel a su hermano, Fred Sullivan, puede haberlo animado a escribir la música de Thespis.
La producción «despertó mucho interés y especulación». Irónicamente, tuvo «probablemente la audiencia más grande» de cualquier estreno de Gilbert y Sullivan, ya que Gaiety fue el más grande de los cinco teatros de Londres en los que se estrenaron sus obras conjuntas.

### Composición
Gilbert tuvo un otoño ajetreado. Su obra On Guard no tuvo éxito en el Court Theatre, y se inauguró el 28 de octubre de 1871, mientras que su obra más exitosa hasta la fecha, Pygmalion and Galatea, se estrenó el 9 de diciembre, solo unos días antes de que comenzaran los ensayos para Thespis. Sin embargo, Sullivan tenía más tiempo libre después de que una producción de Mánchester de El mercader de Venecia, para la que proporcionó música adicional, tuvo su estreno el 9 de septiembre.
Tanto Gilbert como Sullivan recordaron que Thespis se escribió con cierta prisa. Sullivan recordó, simplemente, que «tanto la música como el libreto fueron escritos muy apresuradamente». En su autobiografía de 1883, Gilbert escribió:
Poco después de la producción de Pygmalion and Galatea escribió el primero de muchos libretos, en colaboración con Arthur Sullivan. Se llamó Thespis o los dioses envejecieron. Se armó en menos de tres semanas y se produjo en el teatro Gaiety después de una semana de ensayo. Corrió ochenta noches, pero fue una obra tosca e ineficaz, como era de esperar, teniendo en cuenta las circunstancias de su rápida composición.
Para 1902, el recuerdo de Gilbert del período de tiempo se había expandido a cinco semanas:

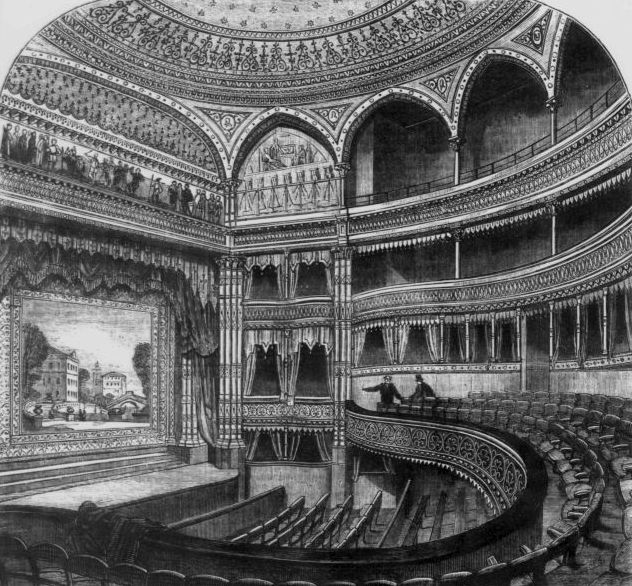
Interior de la alegría, 1869

La estimación de cinco semanas de Gilbert está «en conflicto con otros hechos aparentemente incontrovertibles». El sobrino de Sullivan, Herbert Sullivan, escribió que el libreto ya existía antes de que su tío se involucrara en el proyecto: «Gilbert mostró a Hollingshead el libreto de una ópera Extravaganza Thespis, y Hollingshead inmediatamente se lo envió a Sullivan para que lo estableciera». Gilbert generalmente esbozaba sus libretos algunos meses antes de una producción, pero no escribía un libreto terminado hasta que tenía el firme compromiso de producirlo. Como mínimo, debe haber existido un «borrador de la trama» antes del 30 de octubre, a la luz de una carta en esa fecha del agente de Gilbert a RM Field del Boston Museum Theatre, que dice:
Gilbert, de hecho, llegó a un acuerdo con Field, y el primer libreto publicado aconsejaba: «Precaución a los piratas estadounidenses. —Los derechos de autor del diálogo y la música de esta pieza, para los Estados Unidos y Canadá, han sido cedidos al Sr. Field, del Museo de Boston, por acuerdo, fechado el 7 de diciembre de 1871». Sin embargo, si Field montó la obra, no se ha rastreado la producción. La preocupación de Gilbert por los piratas estadounidenses del copyright presagiaba las dificultades que él y Sullivan encontrarían más tarde con las producciones «pirateadas» no autorizadas de HMS Pinafore, The Mikado y sus otras obras populares. En cualquier caso, el libreto fue «publicado y distribuido» en Londres a mediados de diciembre.

### Producción
Con la fecha del estreno fijada para el 26 de diciembre, Gilbert leyó por primera vez el libreto al elenco el 14 de diciembre, pero Toole, que estaba interpretando el papel central de Thespis, no regresó de una gira por las provincias británicas hasta el 18 de diciembre. Luego apareció en nueve presentaciones en el Gaiety en los seis días inmediatamente posteriores a su regreso, y otros actores tenían compromisos similares. Además, Hollingshead había comprometido a la compañía a realizar una pantomima en The Crystal Palace el 21 de diciembre, que incluía a muchos de los artistas que estarían en Thespis. Por último, Thespis iba a actuar como la pieza posterior de una comedia de HJ Byron, Dearer than Life, que compartía muchos de sus actores, incluidos Toole y Fred Sullivan, y tenía que ensayarse al mismo tiempo.
A pesar del poco tiempo disponible para los ensayos, Sullivan recordó que Gilbert insistió en que el coro desempeñara un papel importante, como lo haría en sus óperas Savoy posteriores.

## Recepción

### Noche de estreno
El estreno estaba poco ensayado, como señalaron varios críticos, y el trabajo también evidentemente necesitaba ser cortado: la gerencia de Gaiety había aconsejado que los carruajes deberían ser llamados a las 11:00 p. m., pero Thespis seguía tocando pasada la medianoche. La Orquesta informó que «apenas un músico ... fue más que 'casi perfecto' en su parte». The Observer comentó que «la actuación, así como el negocio, querrán trabajar antes de que pueda ser justamente criticada ...la ópera... no estaba lista». El Daily Telegraph sugirió que «es más satisfactorio por muchas razones considerar la actuación de anoche como un ensayo general completo... Cuando Thespis termine a la hora de cierre ortodoxa de la Alegría, y la ópera haya sido ensayada con energía, se encontrarán pocos entretenimientos más felices».
Algunos críticos no pudieron ver más allá del estado de desorden de la producción. El Hornet tituló su reseña, «Thespis; o, ¡los dioses se hicieron viejos y desgastados!» The Morning Advertiser lo encontró «como una trama lúgubre y tediosa en dos actos... grotesco sin ingenio, y la música tenue sin vivacidad... sin embargo, no completamente desprovista de melodía. El telón cae ante un público bostezando y cansado». Pero otros encontraron mucho que admirar en el trabajo, a pesar de la pobre actuación de apertura. The Illustrated Times escribió:
Clement Scott, escribiendo en el Daily Telegraph, tuvo una reacción mayormente favorable:
The Observer comentó: ...tenemos autores y músicos tan talentosos como [los franceses]. . . . El tema de Thespis es incuestionablemente divertido... El Sr. Arthur Sullivan ha entrado de corazón en el espíritu de la diversión del Sr. Gilbert, lo ha iluminado con la música más fantasiosa y deliciosa.

### Actuaciones posteriores
Muchos escritores de principios del siglo XX perpetuaron el mito de que Thespis duró solo un mes y se consideró un fracaso. De hecho, permaneció abierto hasta el 8 de marzo. De las nueve pantomimas de Londres que aparecieron durante la temporada navideña de 1871-1872, cinco cerraron antes que Thespis. Por su naturaleza, el género no se prestaba a tiradas largas y las nueve habían cerrado a finales de marzo. Además, la Gaiety normalmente sólo realizaba producciones durante dos o tres semanas; la ejecución de Thespis fue extraordinaria para el teatro.

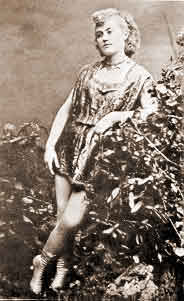
Mlle. Clary, la Sparkeion original, para cuyo beneficio se entregó la última interpretación de Thespis con la música original.

Como harían con todas sus óperas, Gilbert y Sullivan hicieron cortes y alteraciones después de la primera actuación. Dos días después de la inauguración, Sullivan le escribió a su madre: «Rara vez he visto algo tan hermoso en el escenario. La primera noche tuve un gran recibimiento, pero la música salió mal, y el cantante cantó medio tono agudo, para que el entusiasmo del público no se sostuviera hacia mí. Anoche corté la canción, la música salió muy bien, y en consecuencia tuve una llamada cordial antes del telón al final del Acto II». La pieza finalmente se estableció en un estado respetable, y los críticos posteriores fueron mucho más entusiastas que los de la noche del estreno.
A la tercera noche, el London Figaro pudo informar: «Debo decir que ahora no se percibe un solo problema en la actuación, y que el aplauso y el evidente deleite del público de principio a fin, ocupando la pieza un espacio de tiempo en dos horas». El 6 de enero de 1872, el Penny Illustrated Paper comentó que «la extravagancia Gaiety del Sr. Gilbert crece en el favor del público y con razón». El 9 de enero, el Daily Telegraph informó de una visita de Su Alteza Real, el Duque de Edimburgo. Para el 27 de enero, el Illustrated Times señaló que «un espectador casual sin duda no encontrará un asiento en el Gaiety... Después de todo, Thespis puede presumir del éxito que se predijo». Land and Water informó el 3 de febrero que «Thespis se encuentra ahora en buen estado de funcionamiento».
Las representaciones de Thespis se interrumpieron el 14 de febrero de 1872, miércoles de ceniza, ya que los teatros de Londres se abstuvieron de presentar representaciones con disfraces por respeto a la festividad religiosa. En cambio, se ofreció un «entretenimiento misceláneo» en el Gaiety, que consistía en ventrílocuos, perros de actuación y, casualmente, un boceto que parodiaba una lectura de un centavo del joven George Grossmith, quien, varios años después, se convirtió en el comediante principal de Gilbert y Sullivan.
El 17 de febrero, Henry Sutherland Edwards escribió en el Musical World: «En casi todas las conjunciones de música y palabras, hay un sacrificio de una a la otra, pero en Thespis se han dado suficientes oportunidades para la música; y la música solo sirve para adornar la pieza». Informes similares continuaron apareciendo hasta principios de marzo, cuando cerró Thespis. La actuación final durante la vida de los autores se realizó menos de dos meses después, el 27 de abril, en una matiné en beneficio de Mlle. Clary, la Sparkeion original. En tal ocasión, un artista normalmente elegiría una pieza que pudiera venderse bien, ya que el beneficiario tenía derecho a los ingresos (después de los gastos), y las entradas se ofrecían generalmente a «precios inflados». La actriz era una de las favoritas de Gaiety, «no sólo por su voz sino también por su delicioso acento francés y, por supuesto, su figura». Otros recordaron «el encanto de Mlle. Clary, con su cara bonita y un inglés roto picante». Había tenido un éxito especial como Sparkeion, y su canción en el Acto II, «Little Maid of Arcadee», fue la única elegida para su publicación.

### Secuelas

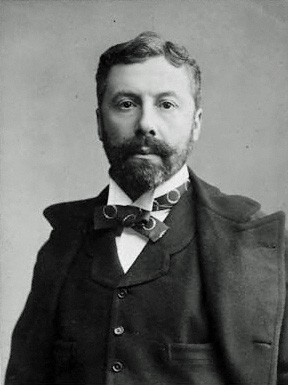
Richard D'Oyly Carte

Después de la producción de Thespis, Gilbert y Sullivan tomaron caminos separados, reuniéndose tres años más tarde, con Richard D'Oyly Carte como su gerente, para producir Trial by Jury en 1875. Cuando ese trabajo fue un éxito sorpresa, hubo discusiones sobre revivir rápidamente Thespis para la temporada navideña de 1875. Gilbert le escribió a Sullivan:
El avivamiento propuesto se mencionó en varias cartas más durante el otoño de 1875, hasta que el 23 de noviembre Gilbert escribió: «No he escuchado más sobre Tespis. Es asombroso lo rápido que estos capitalistas se secan bajo la influencia mágica de las palabras "efectivo"». En 1895, con Richard D'Oyly Carte luchando por redescubrir el éxito en el Savoy, una vez más propuso un renacimiento de Thespis, pero la idea no prosiguió. No existe ninguna mención del paradero de la música de Thespis desde 1897, y los estudiosos la han buscado entre muchas de las colecciones existentes. A excepción de dos canciones y algo de música de ballet, se presume perdido.
Se desconocen las razones por las que Thespis no revivió. Algunos comentaristas especulan que Sullivan usó la música en sus otras óperas. Si esto fuera cierto, entonces «por esta sola razón un avivamiento se habría vuelto imposible». Sin embargo, la evidencia de que Sullivan lo hizo ha eludido el descubrimiento. Otra posible explicación es que Gilbert y Sullivan llegaron a considerar a Thespis, con sus «chicas descaradas en leotardos y faldas cortas», y un humor amplio de estilo burlesco, como «el tipo de trabajo que deseaban evitar». Más tarde renunciaron a los papeles de travesti y a los vestidos reveladores de sus actrices, y dieron a conocer públicamente su desaprobación hacia ellas. En 1885, Hollingshead escribió a la Pall Mall Gazette: «El Sr. Gilbert es algo severo en un estilo de burlesque que hizo mucho para popularizar en los viejos tiempos antes de inventar lo que puedo llamar burlesque con ropa larga... El Sr. Gilbert nunca se opuso a los vestidos de Robert the Devil ni a los vestidos de Thespis».
En 1879, Sullivan, Gilbert y Carte estaban en medio de una batalla legal con los ex directores de la Comedy Opera Company, que había producido HMS Pinafore. Sullivan le escribió a Hollingshead, diciendo: «Una vez sentó un precedente para mí que ahora puede ser de gran importancia para mí. Te pregunté por las partes de la banda de Merry Wives of Windsor... y [tú] dijiste: 'Son tuyas, ya que nuestra carrera ha terminado... Ahora, por favor, déjeme tenerlos y las partes de Thespis también de una vez. Detengo las partes de Pinafore, para que mañana no se las quiten los directores del Comique, y baso mi reclamo en el precedente que sentó».

### Producciones modernas
Después de su última actuación en el Gaiety en 1872, Thespis parece no haber sido interpretada hasta 1953, aunque se ha descubierto un intento de reconstrucción de la década de 1940. Tillett y Spencer, quienes descubrieron la música de ballet, identificaron veinte reconstrucciones separadas de Thespis entre 1953 y 2002. Aproximadamente la mitad de ellos usa música adaptada de otras obras de Sullivan; los otros usan música nueva para todas las canciones excepto para las supervivientes o, en algunos casos, las vuelven a componer también. Ninguna versión se ha vuelto predominante en producciones recientes.
El historiador del teatro Terence Rees desarrolló una versión del libreto que intenta corregir los muchos errores observados en el libreto superviviente. Rees también preparó una versión de interpretación, basada en el libreto, que incluía algunas letras interpoladas de las óperas de Gilbert que no eran de Sullivan en un intento de reemplazar las canciones faltantes. Garth Morton proporcionó una partitura, basada en música de óperas de Sullivan menos conocidas, y esta versión ha sido grabada. Una versión con una partitura original de Bruce Montgomery (aparte de los dos temas de Sullivan) se ha realizado varias veces, incluso en 2000 en el Festival Internacional de Gilbert y Sullivan. Una partitura original de 1982 de Kingsley Day se ha utilizado en varias representaciones del área de Chicago. En 1996, la Ohio Light Opera produjo otra versión con nueva música, de Quade Winter.
En 2008, una partitura pastiche de Sullivan (con algo de Offenbach añadido), arreglada por Timothy Henty, se utilizó por primera vez con el libreto de Gilbert adaptado por Anthony Baker, en el Normansfield Theatre en Teddington, Middlesex, Inglaterra, la primera producción británica profesional desde 1872. Esto se realizó varias veces posteriormente, incluso en el Festival Internacional Gilbert and Sullivan 2014. También en 2008, una banda sonora original de Thomas Z. Shepard fue interpretada por primera vez en concierto por Blue Hill Troupe en la ciudad de Nueva York y finalmente se le dio una producción amateur completamente escenificada en 2014.

## Evaluación

### Más que el habitualburlesque

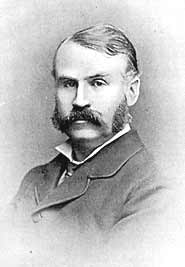
WS Gilbert alrededor de 1871

Thespis supuso un avance en los tipos de burlescos a los que estaban acostumbrados los espectadores de Gaiety. François Cellier recordó mucho más tarde:
Varios críticos sugirieron que la pieza pudo haber sido demasiado sofisticada para su audiencia, o al menos, la audiencia que recibió su primera actuación en Boxing Night . The Times escribió: «El diálogo es superior en habilidad y apunta a aquello con lo que el burlesco y la extravagancia ordinarios nos han familiarizado; tanto que, de hecho, fue un experimento atrevido producir una pieza así en una noche así. Sin embargo, tuvo una excelente acogida y, en cualquier otra ocasión que no fuera Boxing Night, los numerosos méritos de la pieza no pueden dejar de asegurarle en la estimación del público un lugar destacado entre las novedades de la temporada». Otras críticas de la primera noche abordaron un tema similar: Sporting Life sugirió que «puede ser que buscaran algo menos pulido que el verso del Sr. Gilbert, y optaron por algo más amplio y tosco que el humor de ese encantador autor. También puede ser que Thespis estuviera un poco —sólo digo, sólo un poco— "sobre sus cabezas"». La orquesta tenía un sentimiento similar: «De hecho, tanto la música como la idea estaban algo por encima de la cabeza del público».

### Libreto

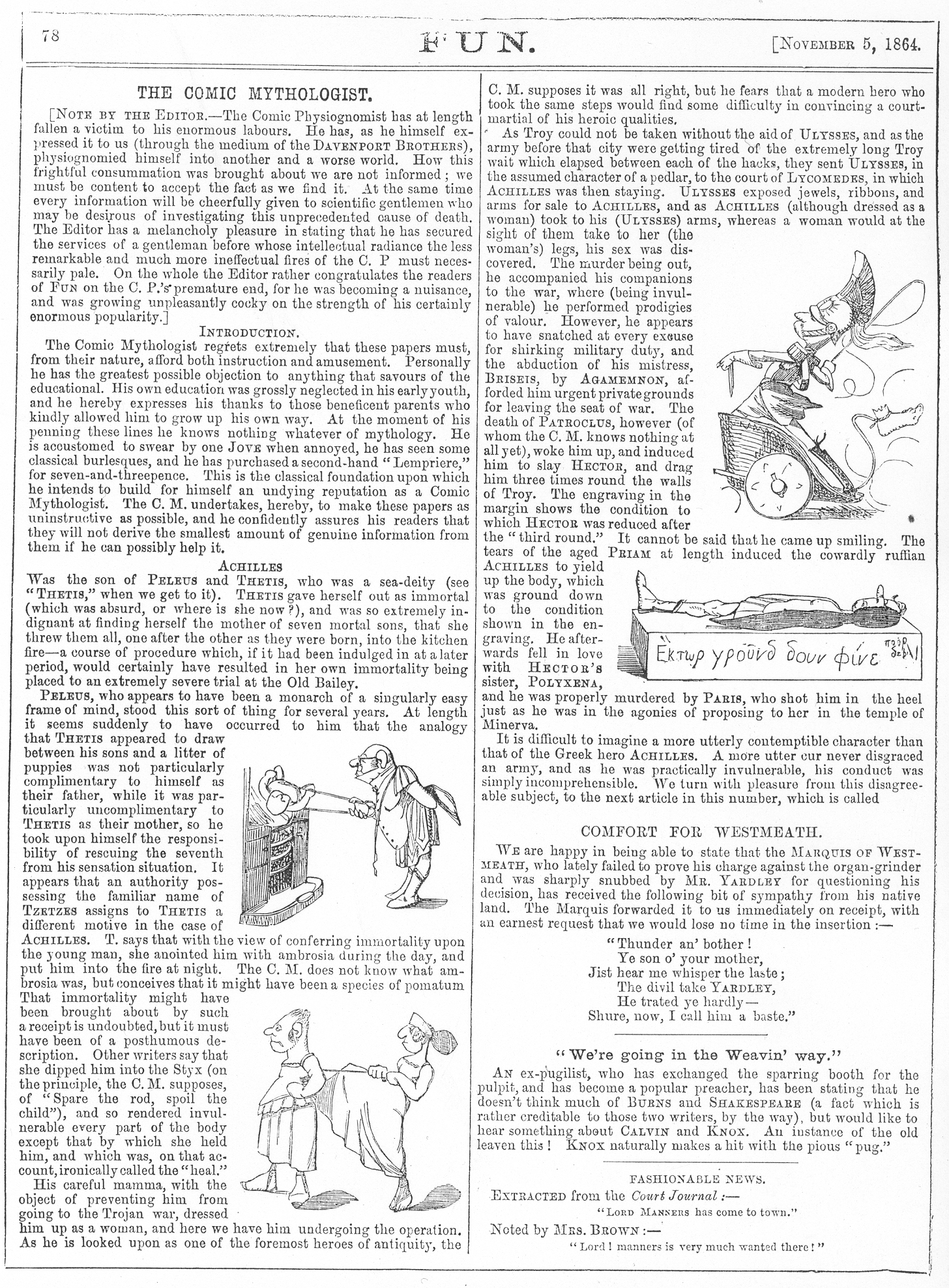
El primero de los artículos «Mitólogo cómico» de Gilbert en la revista ilustrada Fun

La trama de Thespis, con sus dioses ancianos cansados de su vida en el Olimpo, es similar a algunas de las óperas de Offenbach, en particular Orphée aux Enfers (Orfeo en el inframundo). En Orphée, como Thespis, la mitología clásica y particularmente los dioses olímpicos, son parodiados sin piedad. En Thespis, los dioses intercambian lugares con actores y descienden a la Tierra; en Orphée, los dioses se van al infierno para pasar unas agradables vacaciones lejos de la aburrida perfección. La trama de Offenbach —porque aunque Crémieux y Halévy escribieron el libreto, la idea era de Offenbach— coloca a Orpheus, el gran músico, en el centro; sin embargo, la trama de Gilbert se centra en Thespis, el padre del drama. Si bien esto puede ser una coincidencia, también podría verse como una respuesta a Offenbach, ya que su trama coloca la música en el centro de su opereta, pero la de Gilbert eleva al dramaturgo.
El libreto ha sido elogiado por varios biógrafos e historiadores. Uno dijo que «El diálogo contiene muchos toques gilbertianos auténticos». Otro lo encontró "un libreto alegre y chispeante". Sidney Dark y Rowland Gray escribieron que «el libro de Thespis es el genuino Gilbert, el Gilbert que hoy en día todo el mundo ama... Thespis enfatiza una vez más el hecho de que el arte de Gilbert apenas se vio afectado con el paso de los años. Muchas de sus canciones bien podrían haber aparecido en las óperas posteriores». Señalan «Soy el esclavo celestial» de Mercurio, que anticipa «levantarse temprano en la mañana» de Giuseppe en Los gondoleros, y encuentran la «verdadera marca del revés gilbertiano» en la canción sobre el ex director de una empresa ferroviaria, «Una vez conocí a un tipo que desempeñaba una función». Isaac Goldberg pensó que «Thespis mira hacia adelante con mucha más frecuencia que hacia atrás: predice los métodos característicos, y de vez en cuando un personaje, de la serie posterior. Su diálogo es cómico y, en todo caso, algo por encima de las cabezas de las audiencias de Gaiety de 1871».
Goldberg escribió en 1929 que el libreto «parece no tener una ascendencia específica... ni en sus burlescos ni en sus baladas... Gilbert había jugado con los dioses y diosas de la mitología griega». Sin embargo, Gilbert sí escribió una serie de bocetos humorísticos que parodiaban los mitos griegos, principalmente los héroes de la Ilíada, para la revista ilustrada Fun en 1864, y Pigmalión y Galatea, que produjo justo antes de Tespis, fue un tratamiento más serio de la mitología griega. Jane W. Stedman señala que Thespis «mira hacia atrás a la opéra bouffe francesa», pero es «fundamentalmente una trama de invasión gilbertiana en la que los forasteros penetran y afectan una sociedad determinada, a menudo para peor». Compara la compañía teatral en Thespis con los políticos que remodelan el país de las hadas en la obra de Gilbert de 1873 The Happy Land y los ingleses que reforman la nación isleña de Utopía en Utopia, Limited (1893). Elementos de Thespis también aparecen en la última ópera juntos de Gilbert y Sullivan, El gran duque (1896), donde una compañía de teatro reemplaza al gobernante y decide «revivir los recuerdos clásicos de Atenas en su mejor momento».

### La música
La partitura de Sullivan en general recibió elogios, aunque los críticos se quejaron, como lo harían a lo largo de su vida, de que las partituras teatrales estaban por debajo de su capacidad. En el Estándar, AET Watson escribió:

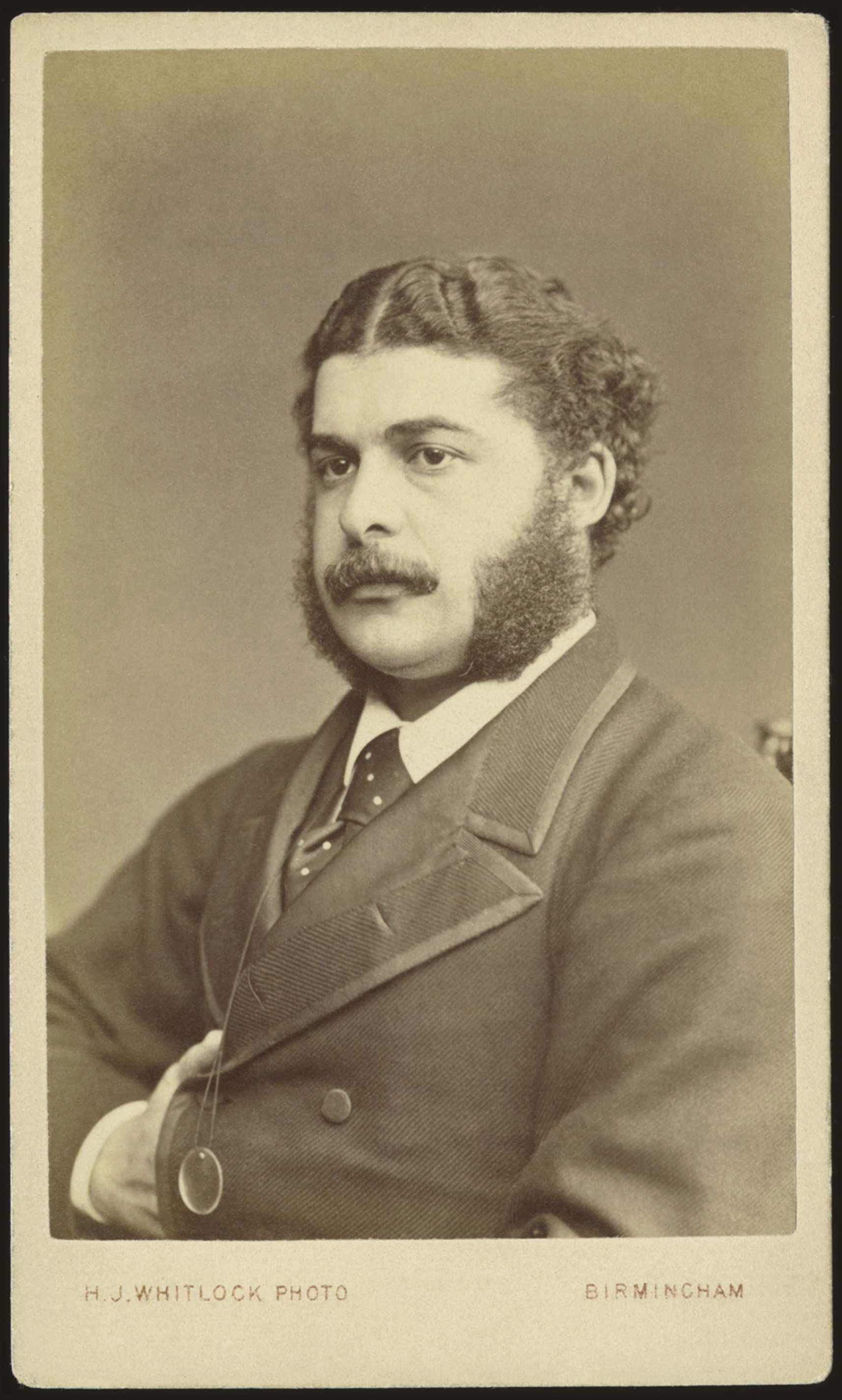
Arthur Sullivan alrededor de 1871

Clement Scott en The Daily Telegraph encontró la ópera «no estropeada por música ambiciosa». Pero agregó: «Melodiosas en todas partes, siempre bonitas, frecuentemente sugerentes, las canciones y los bailes están bastante en el carácter del diseño del autor... Algunos de los números ciertamente vivirán, y la impresión que causará la música en su conjunto es que tendrá mucho más que un interés pasajero».
Muchos críticos elogiaron la originalidad de la canción del personaje principal en el primer acto sobre el director de una empresa de ferrocarriles, que puede haber sido una broma sobre el duque de Sutherland, «al que le gustaba hacer funcionar las locomotoras». Scott calificó la canción como una «balada ridícula», pero «muy en el espíritu de las conocidas composiciones de "Bab", y, como ha sido equipada con una melodía animada y un estruendoso coro, un bis fue inevitable. Aunque la cancioncilla fue larga, la audiencia se habría contentado con escucharla de nuevo». La Pall Mall Gazette encontró la orquestación «muy novedosa, incluyendo, como lo hace, el empleo de una campana de ferrocarril, un silbato de ferrocarril y algún nuevo instrumento de música que imita el agradable sonido de un tren en movimiento». De manera similar, The Sunday Times señaló: «Toda la compañía se une al coro, cuya música expresa admirablemente el torbellino y el trueno de un tren a velocidad rápida». The Era lo llamó «un coro de gritos, silbidos y gritos [que] acaba con la casa».
La similitud con los modelos franceses fue muy comentada. Vanity Fair pensó que «la música de la pieza en sí es encantadora en todo momento y promete por primera vez un rival para Offenbach... Thespis es tan bueno como Orphée aux Enfers». Otro escribió:
The Morning Advertiser pensó que «hay un intento evidente de copiar las creaciones de un compositor extranjero que es tan popular en la actualidad, y que ha escrito una música encantadora para los dioses y diosas en bouffes». Otros acusaron a Sullivan de realizar copias descaradas. El Athenaeum escribió que la música «fue arreglada y compuesta por el Sr. AS Sullivan (el primer verbo no estaba en los billetes como debería haber estado)». Un crítico pensó que el dúo de Sparkeion y Nicemis, «Aquí, lejos del mundo», era uno de los «mejores elementos de la pieza». En 1873, el arreglista Joseph Rummell (que había arreglado la partitura para piano del Mercader de Venecia de Sullivan) le escribió a Sullivan preguntándole por la canción, con miras a su publicación. El compositor respondió: «Thespis no está publicado, pero si lo desea, le enviaré la partitura completa del dúo en cuestión», pero no salió nada.

## Sobrevivir a la música
Solo se conocen tres pasajes musicales de Thespis que sobreviven: la balada «Little maid of Arcadee», el coro «Climbing over rocky mountain» y la música de ballet. El destino de la partitura de Sullivan ha sido durante mucho tiempo un tema de especulación. En 1978, Isaac Asimov escribió una historia de viaje en el tiempo, «¿Intercambio justo?», que se centró en un personaje que viajaba a 1871 para rescatar la partitura a Thespis antes de que Sullivan pudiera destruirla. Pero no se sabe que Sullivan lo haya destruido, y el ballet, al menos, todavía estaba disponible para ser reutilizado en 1897.

### Pequeña doncella de Arcadee
La canción de Sparkeion en el Acto II, «Little maid of Arcadee», fue el único número de la ópera que logró una publicación contemporánea. Fue uno de los cuatro números que se grabaron la primera noche. The Daily Telegraph escribió: «Para el público, sin duda, la joya musical será una balada llamada 'Cousin Robin', palabras patéticas y tiernas, con un aire soñador y algo gounodish . Mdlle cantó esto con tanta dulzura. Clary que otro bis era inevitable». The Observer estuvo de acuerdo en que la canción «...causará el mayor deleite debido a la singular simplicidad y ternura de las palabras, el canto encantador de Mdlle. Clary y el entorno realmente exquisito del Sr. Sullivan... Esta es una joya musical».
La canción gozó de una gran popularidad. Wyndham escribe, «La pequeña doncella de Arcadee» fue «popular durante un cuarto de siglo». El primer biógrafo de Sullivan sugirió que «Thespis será mejor recordada por el exquisito escenario musical de la pequeña y sencilla balada gilbertiana». Varios comentaristas posteriores escribieron favorablemente sobre la canción. Walbrook la encuentra «una de las canciones más bonitas de Gilbert, llena de cinismo y astucia, expresada en términos de ternura sentimental». Goldberg dice que es «delicado, simple y muy en la línea de las palabras de Gilbert, a las que, como en casi todos los casos posteriores, la configuración de Sullivan proporciona un toque rítmico original». Fitz-Gerald la considera «bastante precursora de Gilbert en su forma más fácil», mientras que Dark y Gray la llaman «una canción de amor típicamente delicada de Gilbert, digna de ser comparada con la mejor que jamás haya escrito». Jacobs disiente: «Como música, es tan trivial como Sullivan alguna vez escribió».
La versión publicada por separado tenía varias diferencias significativas en la redacción de la versión teatral, debido al «contraste entre la sugestión del Gaiety Theatre y la mojigatería que se espera en el salón». En la versión de salón, la doncella de la canción se sentó junto a la rodilla del primo Robin, no sobre ella. En lugar de cansarse del juego de su amante, se volvió inconstante como el mes de mayo . Y en lugar de que el primo Richard viniera a cortejar, fue hasta que otro vino a cortejar.

### Escalando montaña rocosa

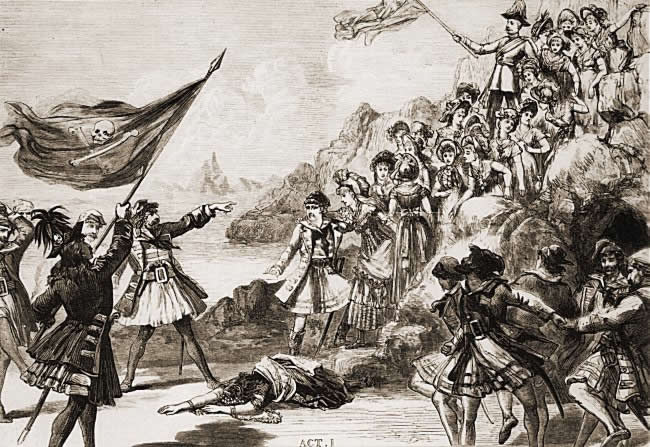
«Climbing over rocky mountain» se reutilizó en la quinta ópera juntos de Gilbert y Sullivan, The Pirates of Penzance.

«Climbing over rocky mountain» es la pieza más conocida de Thespis, ya que fue trasplantada en 1879 a una de las óperas más exitosas de Gilbert y Sullivan, The Pirates of Penzance. En 1902, Gilbert le dijo a un corresponsal que esto había sucedido accidentalmente. Él y Sullivan habían llegado a Nueva York para producir la nueva ópera, pero el compositor descubrió que había dejado sus bocetos en Inglaterra. Afortunadamente, el coro de entrada de Thespis se ajustaba casi exactamente a la situación, por lo que fue sustituido. 
Varios estudiosos han dudado de esa explicación. En la partitura autógrafa de Sullivan para la obra posterior, la primera parte de «Climbing over rocky mountain» en realidad está tomada de una partitura del copista de Thespis, con las palabras de Thespis canceladas y las nuevas palabras escritas, lo que plantea la pregunta de por qué Sullivan tenía una Thespis puntuación a mano, si no fuera para ese propósito.
Algunos sugieren que otra música de Thespis podría haberse utilizado en Pirates. Goldberg sugiere que «es razonable creer que Sullivan hizo un uso generoso de su música Thespis en otras operetas: quizás debido a las circunstancias en las que se escribió The Pirates of Penzance, contiene más de un préstamo no reconocido del desafortunado primogénito de los afortunados par». Reginald Allen dice que «parece seguro» por su «estructura rítmica» que parte del final del Acto I de Tespis, «aquí hay una bonita historia para las futuras Ilíadas y Odiseas» se convirtió en el final original del Acto II en Piratas, «al fin estamos provisto de una felicidad inusual», que luego fue eliminada. Tillett y Spencer proponen que la mayor parte del Acto I de Piratas se tomó de Thespis. Sin embargo, solo hay evidencia circunstancial para estas sugerencias. A excepción de «escalar una montaña rocosa», ninguno de los autores admitió haber tomado prestado de Thespis para óperas posteriores.

### Ballet

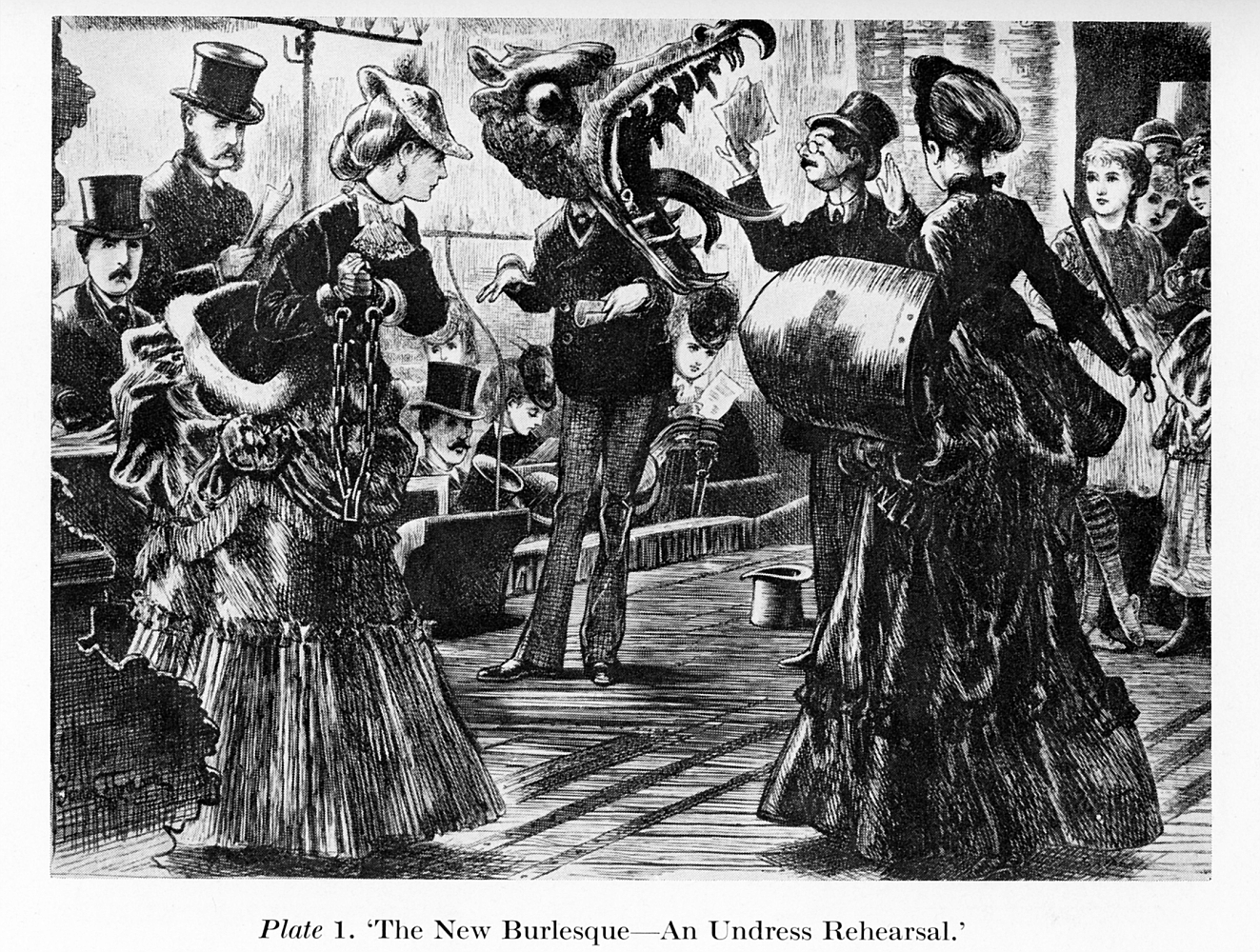
Un grabado de The Graphic de un ensayo que fue utilizado por Spencer y Tillett para ayudar a identificar los movimientos faltantes del ballet.

Un ballet de cinco movimientos ocurrió en algún lugar del Acto II, organizado por WH Payne. Un título en el libreto, «Coro y ballet», lo adjunta a la última sección del final, pero no indica cómo figura en la trama. La mayoría de los informes de prensa lo ubicaron aproximadamente en este punto, aunque algunos lo colocaron un poco antes en el acto. En algunas representaciones, el ballet se realizó en el Acto I, pero ciertamente fue en el Acto II la noche del estreno, y parece que finalmente se instaló allí.
En 1990, Roderick Spencer y Selwyn Tillett descubrieron el ballet del Acto II de Thespis. Dos de los cinco movimientos, de la misma mano que había copiado la partitura de «Climbing over rocky mountain», se encontraron junto con los materiales de interpretación sobrevivientes del ballet de Sullivan de 1864, L'Île Enchantée. Otra sección se encontró en el material para su ballet de 1897, Victoria and Merrie England. La numeración de las páginas de las tres secciones supervivientes dio longitudes aproximadas para las piezas faltantes, y un grabado contemporáneo, visto a la izquierda, junto con otras pruebas circunstanciales, permitió identificaciones plausibles de los dos movimientos restantes: un traje de dragón, que no se usa en ninguna parte del libreto, es presumiblemente del ballet, y el arpa visible en el foso de la orquesta era un instrumento inusual para la orquesta de Gaiety. En los otros ballets de Sullivan se encontraron movimientos de duración apropiada que daban sentido a estas rarezas, y el ballet reconstruido se ha grabado dos veces en CD.
Sullivan tendió a reutilizar su música de ballet. De los cinco movimientos que identificaron Tillett y Spencer, solo uno (el vals, n.° 3) no se sabe que se haya utilizado en ninguna otra obra. Tres de los movimientos se habían utilizado anteriormente en L'Île Enchantée. Dos de ellos, y otro, finalmente se reutilizaron en Victoria y Merrie England. También se utilizó uno en su música incidental para Macbeth. En 1889 se le pidió a Sullivan que proporcionara un ballet para una producción en francés de El Mikado en Bruselas, lo que hizo debidamente. Tillett sugiere que el ballet Thespis fue casi con certeza la música que proporcionó Sullivan, dado que fue el único ballet que escribió para su uso en una ópera, y que tres semanas después de producir The Gondoliers es poco probable que haya escrito algo original.

## Texto

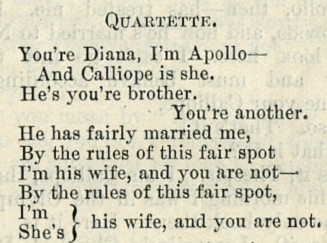
Incluso la versión del libreto impresa en 1911 no está libre de una edición descuidada. Tenga en cuenta la línea «Él es, eres hermano».

El libreto que se conserva no es la versión que escuchó el público en el Gaiety Theatre. Existen numerosas discrepancias entre el libreto original y lo que se describió como sucediendo en el escenario, y los críticos citaron repetidamente diálogos que no tienen equivalente en el libreto publicado. Falta al menos una canción, y un personaje completo, Venus, se menciona en al menos cinco reseñas como corpulento, anciano y muy maquillado; ella no aparece en el libreto pero fue incluida en el programa de la primera noche. Las direcciones del escenario en el original son herméticas: los personajes reaparecen sin que se indique una entrada, o entran dos veces en rápida sucesión, sin haber salido. Además, Sullivan le dijo a su madre que al menos una canción se cortó después de la noche del estreno, y ciertamente debió haber otros cortes, dada la duración indebida de la primera actuación. Pero el texto del libreto, tal como se publicó, permaneció «prácticamente sin cambios» entre diciembre de 1871 y marzo de 1872.
En una carta a Percy Strzelecki el 23 de abril de 1890, Gilbert se disculpó por el estado del libreto. Escribió: «Estaba en los Estados Unidos cuando se publicó y no tuve oportunidad de corregir pruebas. Esto explicará la presencia de innumerables errores tipográficos y de otro tipo». Pero varios estudiosos concluyen que Gilbert debe haber estado recordando un viaje al año siguiente, ya que en el otoño de 1871 «habría sido imposible para Gilbert viajar a América y volver en el tiempo para los ensayos de Thespis». Incluso después de la primera impresión, no parece haber habido ningún esfuerzo para corregir los errores: hubo cuatro números separados del libreto entre diciembre y marzo, pero no se hicieron correcciones.
La disposición final de Gilbert del libreto se produjo en 1911, cuando se incluyó en el cuarto volumen de sus Obras originales. Sin embargo, Gilbert murió antes de que pudiera corregir las pruebas de esa edición, por lo que reimprimió el texto de 1871, corrigiendo solo algunos errores ortográficos.

## Números musicales
Se sabe que la música sobrevive por los números que se muestran en negrita; un ballet también sobrevive, pero su ubicación en el orden de los números musicales es incierta. Las reseñas de la ópera insinúan tres números adicionales que no están en el libreto, pero como se desconocen sus nombres y ubicaciones exactas, no se enumeran.
Acto I

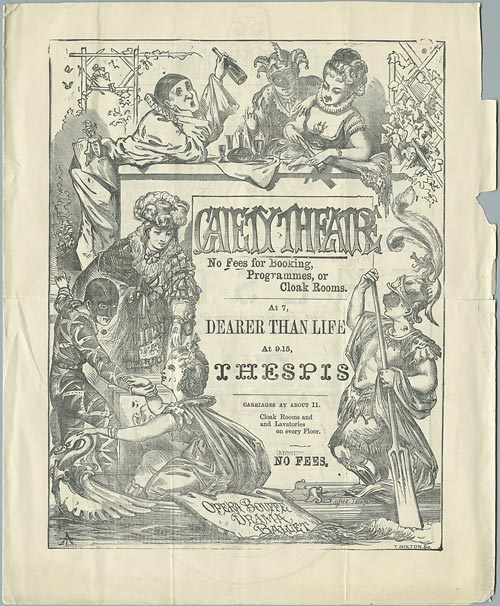
Portada del programa, enero de 1872

- «A lo largo de la noche, las constelaciones» (Coro de mujeres, con Solo)
- «Oh, soy el esclavo celestial» (Mercurio)
- «Oh incidente sin precedentes» (Mercurio, Marte, Apolo, Diana y Júpiter)
- «Aquí lejos de todo el mundo» (Sparkeion y Nicemis)
- «Escalando montaña rocosa» (Coro con solos)
- «Vals de pícnic»[102]
- «Una vez conocí a un tipo que desempeñaba una función» (Tespis)
- Acto I Finale: «Así que eso está arreglado - tú tomas mi lugar, muchacho» (conjunto)

Acto II
- «De todos los simposios» (Sillimon y coro)
- «Pequeña doncella de Arcadee» (Sparkeion)
- «El Olimpo está ahora en un lío terrible» (Mercurio)
- «Eres Diana. Soy Apolo» (Sparkeion, Daphne, Nicemis y Thespis)
- «Oh rabia y furia, Oh vergüenza y dolor» (Júpiter, Apolo y Marte)
- Acto II Finale: «No podemos soportar esto» (conjunto)

## Grabaciones
Como la mayor parte de la música de Thespis se pierde, no hay una grabación completa de la partitura original. El ballet, reconstruido por Spencer y Tillett, se ha editado dos veces en CD:
- Penny, Andrew, director (1992). «Thespis». Sobre Sir Arthur Sullivan - Ballet Music (CD). Marco Polo 8.223460.
- Pryce-Jones, John, director (1991). «Thespis - Ballet en el acto 2». En Iolanthe (CD). Eso es Entertainment Records CDTER2 1188.

Una grabación de la versión Rees / Morton de Thespis se publicó en discos LP, que incluían el original «Little maid of Arcadee» y «Climbing over rocky mountain»: Spencer, Roderick, director (1972). Thespis, o los dioses envejecidos . Sociedad Operativa Ligera de Fulham. Ediciones grabadas raras SRRE 132/3.
«Little maid of Arcadee» ha sido incluida en dos antologías de Sullivan:
- Adams, Donald, cantante (1971, LP). Donald Adams canta Sullivan y Gilbert, Brookledge Classics SM-GS-1.
- Benton, Jeffrey, cantante (1992, casete). If Doughty Deeds, Simposio 1124.